# Perplex (musikgrupp)
Perplex var en svensk popgrupp från Falun. De bildades 1995 av brödraparen Åkesson och Danielsen och blev erbjudna skivkontrakt på Bolero Records efter att skivbolaget hade hört talas om bandet. Hösten 2000 släpptes första singeln "Dissad" och 2001 kom albumet "Det behövs flera som jag". Samma år som albumdebuten turnerade bandet i ett antal svenska städer med Aftonbladet Puls. Perplex hade två singlar på den svenska hitlistan och blev också uppmärksammade i nationell TV.
Perplex har själva kallat sin stil för rock och indiepop. Andra har jämfört dem med band som Kent och Jumper som hade nått framgångar vid tiden för Perplex genombrott.
Bandet splittrades efter första skivan, gitarristen Elias Åkesson har dock fortsatt sin musikaliska karriär med Elias One Man Band och sedermera Elias & the Wizzkids. Även hans bror Kristoffer Åkesson (sång, gitarr) har efter upplösningen gjort musik på egen hand.

## Bandmedlemmar
- Kristoffer Åkesson (sång, gitarr)
- Elias Åkesson (gitarr, bakgrundssång)
- Martin Danielsen (bas)
- Jesper Danielsen (trummor)

## Diskografi

### Album
Det behövs flera som jag (2001)
1. Ketar
2. Mening
3. Eld & rök
4. Dissad
5. Det behövs flera som jag
6. Ett experiment
7. Brandmän & pyromaner
8. Nina
9. Skatten
10. Iskall
11. Naken

### Singlar
Dissad (2000)
1. Dissad
2. Ett ljusår

Ketar (2001)
1. Ketar
2. JanKent 5

Eld och rök (2001)
1. Eld och rök
2. Iskall